# 徳島県道236号浦池南原線
徳島県道236号浦池南原線（とくしまけんどう236ごう うらいけみなみはらせん）は、徳島県阿波市を通る一般県道である。

## 概要
阿波市土成町浦池から阿波市土成町土成に至る。終点側から進むと、阿波市土成町浦池より後は行き止まりである。

### 路線データ
- 起点：阿波市土成町浦池
- 終点：阿波市土成町土成（徳島県道12号鳴門池田線交点）
- 総延長：4.335 km[1]

## 歴史
- 1959年（昭和34年）1月31日 - 徳島県道102号浦池南原線として認定。
- 1972年（昭和47年）3月10日 - 現在の路線番号で再認定。

## 路線状況

### 道路施設

#### 橋梁
- 蒲池橋（金蔵谷川、阿波市）

## 地理

### 通過する自治体
- 徳島県
  - 阿波市

### 交差する道路
| 交差する道路                           | 交差する場所 | 交差する場所 |
| -------------------------------------- | ------------ | ------------ |
| 徳島県道139号船戸切幡上板線 / 旧道     | 土成町土成   |              |
| 徳島県道139号船戸切幡上板線 / バイパス | 土成町土成   |              |
| 徳島県道12号鳴門池田線                 | 土成町土成   | 終点         |

### 沿線
- 浦ノ池ダム（起点付近）